# Amerikanska Samoas fotbollsförbund
Amerikanska Samoas fotbollsförbund, officiellt Football Federation American Samoa, är ett specialidrottsförbund som organiserar fotbollen i Amerikanska Samoa.
Förbundet grundades 1984 och gick med i OFC 1998. De anslöt sig till Fifa år 1998. Amerikanska Samoas fotbollsförbund har sitt huvudkontor i staden Pago Pago.